# حصار تلكلخ مايو 2011
اجتياح تلكلخ هي عملية عسكرية أجراها الجيش السوري في مدينة تلكلخ التابعة لمحافظة حمص ضد ما تطلق عليه الحكومة «الجماعات الإرهابية»، في حين أن المعارضة تقول أنها حملة ضد المتظاهرين المؤيدين للديمقراطية كجزء من انتفاضة 2011 السورية.

## الاجتياح
في 15 مايو، توغلت قوات الجيش في مدينة تلكلخ، على الحدود مع لبنان، وبعد ذلك على الفور تقريباً بدأت التقارير المقبلة للخروج من المدينة التي كانت تجري مذبحة ضد أعضاء المعارضة. كانت هذه التقارير معظمهم من المدنيين الفارين من فوق نهر الكبير إلى لبنان هربا من العنف. بحلول 19 مايو نم الانتهاء من العملية العسكرية وبدأ الجيش في الانسحاب مع بقاء الحصار ووجود الدبابات وصعوبة الدخول والخروج من المدينة.